# Двое на острове слёз
«Двое на острове слёз» — советский художественный фильм, поставленный режиссёром Виктором Дашуком. Вышел на экраны в августе 1987 года.

## Сюжет
Фильм начинается с кадра на вокзале. Люди находят брошенного младенца и записку от матери.
В посёлке остановились туристы. Один из них по имени Сева подходит к девушке. Девушка Оля влюбилась в Севу. Сева расспрашивает Ольгу о её жизни. Выясняется, что у неё есть парень, который служит в армии. Его зовут Лёнчик, она жалеет его, потому что у него нет родителей. В детстве его бросила мать, оставив записку с именем мальчика и просьбой простить её.
Сева уехал, а Ольга узнаёт, что у неё будет ребёнок. Ольга поначалу пытается избавиться от него, но затем рожает сына. Лёнчик вернулся из армии и встретил невесту в роддоме с цветами. Ольга говорит, что отказалась от ребёнка. Однако Лёнчик не допускает этого.
Ольга и Лёнчик поженились, растят сына Серёжу. Ольга работает продавщицей и случайно сталкивается с Севой. После шестилетнего перерыва их отношения возобновляются. Сева хочет видеть сына. Он приходит в дом к Ольге, знакомится с Лёней, представляется как отец Серёжи. Он знакомится с Серёжей и дарит ему велосипед. Сева выясняет отношения с Лёнчиком, настаивает на общении с сыном. Он говорит Лёнчику, что Ольга по-настоящему не любила его. Ольга говорит Лёнчику, что Сева такой же отец, как и он. Лёнчик даёт жене пощёчину и от обиды разбивает стеклянную дверь. 
Лёнчик дружит с человеком, которого он называет Дед. Дед рассказывает историю своей жизни, про умершую жену. Ольга приглашает Севу в дом, где они целуются. Серёжа слышит их диалог. Серёжа говорит сверстникам, что у него два папы.
Лёнчик провожает девушку по имени Василина. Он остаётся наедине с ней, они обнимаются в постели. Ольга ждёт приезда Севы, они занимаются любовью в машине.
Ольга и Сева начинают жить вместе. Серёжа тоскует по отчиму. Он убегает из детского сада и просит его забрать к себе. Приехавшая с Севой Ольга наказывает сына, Лёнчик отталкивает её. В конце фильма Лёнчик и его товарищ Дед избивают Севу. Ольга защищает Севу и зовёт на помощь. Присутствующий при этом Серёжа в финальной сцене берёт в руку камень.

## В ролях
- Светлана Рябова — Ольга
- Михаил Неганов — Лёнчик (Лёня)
- Сергей Колтаков — Сева
- Михаил Жигалов — Дед, товарищ Лёнчика
- Светлана Смирнова — Василина, знакомая Лёни
- Ричард Борткевич — Стриж (Серёжа), сын Ольги
- Альберт Акчурин — гинеколог
- Александра Зимина — баба Лиза
- Мария Капнист — женщина на кладбище
- Светлана Андропова — девушка на дороге
- Андрей Бубашкин — милиционер
- В эпизодах: Владилена Харитонова, Раиса Лунёва, Александра Соловьёва, Ж. Козачая, Н. Нечаева, В. Гричинский, Ваня Карташов.

## Съёмочная группа
- Режиссёр: Виктор Дашук
- Автор сценария: Виктор Дашук
- Операторы: Юрий Елхов, Сергей Зубиков
- Художник: Юрий Альбицкий
- Композитор: Эдуард Артемьев
- Звукооператор: Семён Шухман
- Костюмы: Тамара Федосеенко
- Директор фильма: Степан Терещенко

## Критика
Кинокритик Пётр Смирнов писал в журнале «Советский экран», что «картина весьма и весьма неровна в художественном отношении. В ней можно обнаружить стремление создать неприукрашенную, почти „под документ“ бытовую реальность». По его мнению, «эта стилистика, срывающаяся в ряде эпизодов (например, в любовных сценах) почти к натурализму, плохо сочетается с условной поэтикой мелодрамы, подчёркивает „взвинченность“ страстей, однозначность характеров». Критик считал, что «авторы избрали самый лёгкий и доступный путь к зрительскому сердцу» и «в море слёз утонул тот островок настоящих чувств и реальных проблем, которые, думается, и побудили режиссёра взяться за съёмку этого фильма».
Кинокритик Андрей Зоркий отмечал, что фильм «отличается от родственных по тематике картин повышенной степени откровенности, с которой изображается интимная жизнь». Он писал: «Здесь — в отличие от не в меру пресных картин — без намёка на ханжество демонстрируется и чувственное влечение к мужчине и влечение к женщине… Но ответим откровенностью на откровенность. „Мировых рекордов“ мы здесь не побьём. Да и стоит ли? Ведь человек, а не его организм, душа, а не физиология возвышает картину до художественного откровения». С такими оценками был не согласен Николай Климонтович. Он поддержал приближение к мировым стандартам «степени раздетости» и был против наложения табу на обращение к теме взаимоотношения полов.
Киновед А. В. Фёдоров так оценивал фильм: «…в фильме „Двое на острове слёз“ не слишком умело разыгранные молодыми актёрами сцены не в силах „осовременить“ даже „смелые“ постельные ракурсы, которые как-то неловко назвать эротическими, настолько скованно, зажато ведут себя в кадре „влюблённые персонажи“. Отсутствие навыка работы с актёрами, драматургический непрофессионализм ощутимы буквально в каждом эпизоде „Двоих…“».